# Rosario Merlín García
María del Rosario Merlín García (Acapulco de Juárez, Guerrero, 1 de noviembre de 1964) es una política mexicana, miembro de partido Movimiento Regeneración Nacional (Morena) y con anterioridad del Partido de la Revolución Democrática (PRD). Ha sido diputada al Congreso de Guerrero y en dos ocasiones diputada federal.

## Reseña biográfica
Rosario Merlín es licenciada en Educación Primaria egresada de la Escuela Normal Particular Gilberto L. Guajardo. Entre 1980 y 2015 fue docente de educación primaria, y de 2015 a 2018 fue directora de la Escuela Primaria Club de Leones en Acapulco, Guerrero.
Inició su actividad política como miembro del PRD, partido en el que ocupó numerosos cargos en su estructura, siendo integrante, secretaria general y presidenta del comité municipal en Acapulco; secretaria general del comité estatal en Guerrero; y consejera y delegada nacional del partido. En adición fue dirigente del Colectivo de Organizaciones Solidarias A.C.
En 1999 fue electa diputada al Congreso del Estado de Guerrero en su LVI Legislatura, que ejerció de ese año al de 2002. En 2012 fue postulada y electa diputada federal por el PRD en representación del Distrito 9 de Guerrero, ejerció su cargo en la LXII Legislatura de 2012 a 2015 y en la cual ocupó los cargos de secretaria de las comisiones de Derechos de la Niñez; de Fomento Cooperativo y Economía Social; Para Impulsar la Agroindustria de la Palma de Coco y productos derivados; así como integrante de la comisión de Transportes; y, de la Del Café.
Renunció a la militancia en el PRD y se afilió a Morena, que en 2018 la postuló por segunda ocasión a diputada federal por el distrito 9 de Guerrero, en esta ocasión como parte de la coalición Juntos Haremos Historia. Electa a la LXIV Legislatura que concluiría en 2021 y en la que ejerció los cargos de secretaria la comisión de Presupuesto y Cuenta Pública; así como integrante de las Bicamaral del Sistema de Bibliotecas; de Economía Social y Fomento del Cooperativismo; y de Energía.
Solicitó y obtuvo licencia al cargo de diputada a partir del 5 de marzo de 2021 para buscar la candidatura de Morena a la presidencia municipal de Acapulco, que finalmente correspondió a Abelina López Rodríguez. Reincorporándose al cargo el 1 de mayo del mismo año.